# Ruby Turner

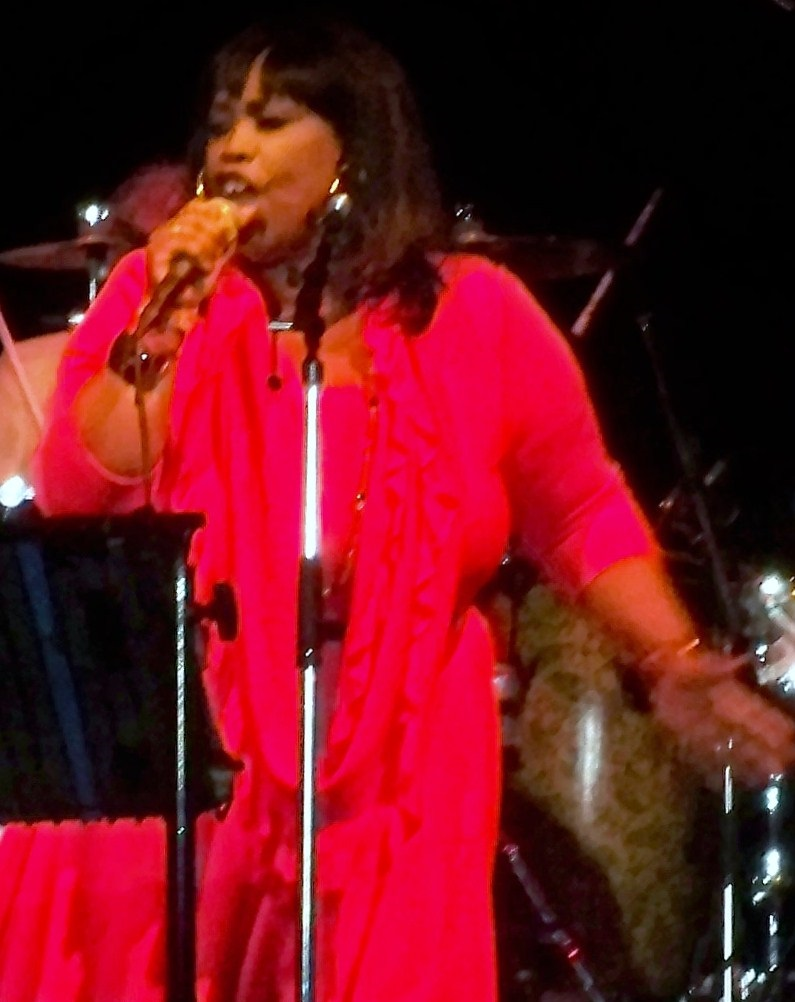
Ruby Turner (2012)

Ruby Turner (* 22. Juni 1958 in Montego Bay, Jamaika) ist eine jamaikanisch-britische R&B-Sängerin, Songwriterin und Schauspielerin.

## Leben und Karriere
Als sie neun Jahre alt war, zog Ruby Turners Familie von Jamaika nach England. Ihre musikalische Karriere begann sie Anfang der 1980er bei Alexis Korner (DVD Live at the Marquee, u. a. mit Charlie Watts). Sie ist zu hören auf Alben von UB40 (Labor of Love, 1983) und Culture Club (From Luxury to Heartache, 1986). 1986 erschien ihr Debütalbum Women Hold Up Half the Sky, das gute Kritiken erhielt und sich auch gut verkaufte (Platz 47 der UK-Album-Charts). Von den ausgekoppelten Singles war I’d Rather Go Blind am erfolgreichsten (1987 Platz 24 der UK-Single-Charts). Die höchste Chart-Platzierung aller Alben von Ruby Turner erreichte The Motown Songbook (1988 UK Platz 22). Die Single It’s Gonna Be Alright aus dem Album Paradise (1989) schaffte es 1990 sogar auf Platz 1 der US-R&B-Charts. Im Laufe der Zeit arbeitete Ruby Turner mit vielen internationalen Stars zusammen, darunter Steve Winwood, Mick Jagger, Jools Holland, Seasick Steve und viele mehr. Songs, die sie schrieb, wurden von anderen Künstlern aufgenommen, darunter Lulu, Yazz und Maxi Priest. Als Schauspielerin hatte sie Auftritte in verschiedenen Bühnenproduktionen (Endstation Sehnsucht, Carmen Jones, Fame u. a.) und Fernsehserien (Little Britain, Doctors u. a.) sowie in der Komödie Tatsächlich… Liebe.

## Diskografie

### Studioalben
| Jahr | Titel                      | Höchstplatzierung, Gesamtwochen, AuszeichnungChartplatzierungen (Jahr, Titel, Platzierungen, Wochen, Auszeichnungen, Anmerkungen) | Höchstplatzierung, Gesamtwochen, AuszeichnungChartplatzierungen (Jahr, Titel, Platzierungen, Wochen, Auszeichnungen, Anmerkungen) | Anmerkungen                                              |
| Jahr | Titel                      | UK | US | Anmerkungen                                              |
| ---- | -------------------------- | --- | --- | -------------------------------------------------------- |
| 1986 | Women Hold Up Half the Sky | UK47 Silber · (11 Wo.)UK | — | Erstveröffentlichung: September 1986                     |
| 1988 | The Motown Songbook        | UK22 Silber · (6 Wo.)UK | — | Erstveröffentlichung: September 1988                     |
| 1990 | Paradise                   | UK74 (2 Wo.)UK | US194 (2 Wo.)US | Erstveröffentlichung: Januar 1990                        |
| 2015 | Jools & Ruby               | UK39 (6 Wo.)UK | — | Erstveröffentlichung: 4. Dezember 2015 mit Jools Holland |

Weitere Alben
- 1991: The Other Side
- 1992: The Best of
- 1993: Responsible
- 1993: With Love
- 1994: Restless Moods
- 1995: Live at Glastonbury
- 1996: Guilty
- 1998: Call Me by My Name
- 2001: Live in Bristol
- 2005: So Amazing
- 2007: Live at Ronnie Scott’s
- 2008: The Informer
- 2009: I’m Travelling On
- 2014: All That I Am

### Singles
| Jahr | Titel Album                                                  | Höchstplatzierung, Gesamtwochen, AuszeichnungChartplatzierungen (Jahr, Titel, Album, Platzierungen, Wochen, Auszeichnungen, Anmerkungen) | Höchstplatzierung, Gesamtwochen, AuszeichnungChartplatzierungen (Jahr, Titel, Album, Platzierungen, Wochen, Auszeichnungen, Anmerkungen) | Anmerkungen                                             |
| Jahr | Titel Album                                                  | UK | US | Anmerkungen                                             |
| ---- | ------------------------------------------------------------ | --- | --- | ------------------------------------------------------- |
| 1986 | If You’re Ready (Come Go with Me) Women Hold Up Half the Sky | UK30 (7 Wo.)UK | — | Erstveröffentlichung: Januar 1986 feat. Jonathan Butler |
| 1986 | I’m in Love Women Hold Up Half the Sky                       | UK57 (8 Wo.)UK | — | Erstveröffentlichung: März 1986                         |
| 1986 | Bye Baby Women Hold Up Half the Sky                          | UK52 (5 Wo.)UK | — | Erstveröffentlichung: August 1986                       |
| 1987 | I’d Rather Go Blind Women Hold Up Half the Sky               | UK24 (8 Wo.)UK | — | Erstveröffentlichung: März 1987                         |
| 1987 | In My Life Women Hold Up Half the Sky                        | UK95 (2 Wo.)UK | — | Erstveröffentlichung: Juni 1987                         |
| 1988 | Signed, Sealed, Delivered I’m Yours The Motown Songbook      | UK77 (5 Wo.)UK | — | Erstveröffentlichung: August 1988                       |
| 1988 | What Becomes of the Broken Hearted The Motown Songbook       | UK87 (2 Wo.)UK | — | Erstveröffentlichung: Dezember 1988 feat. Jimmy Ruffin  |
| 1990 | It’s Gonna Be Alright Paradise                               | UK57 (3 Wo.)UK | — | Erstveröffentlichung: Januar 1990                       |
| 1994 | Stay with Me Baby Restless Moods                             | UK39 (3 Wo.)UK | — | Erstveröffentlichung: Januar 1994                       |
| 1995 | Shakaboom! –                                                 | UK64 (1 Wo.)UK | — | Erstveröffentlichung: Dezember 1995 feat. Hunter        |